# László Hegedűs
László Hegedűs (Szentes, 3 gennaio 1870 – Budapest, 7 luglio 1911) è stato un pittore ungherese.